# 1908 v letectví
Tento článek obsahuje seznam událostí souvisejících s letectvím, které proběhly roku 1908.

## Události

### Květen
- 14. května – Charles Furnas se stal prvním pasažérem, který cestoval letadlem těžším než vzduch. Šlo o letoun Wright Flyer III pilotovaný Wilburem Wrightem.

### Říjen
- 5. října – po nešťastné události shořela ztužená vzducholoď Zeppelin LZ 4
- 11. října – ve třetím ročníku Poháru Gordona Bennetta zvítězili Švýcaři Theodor Schaeck a Emil Messner